# Súper Rugby 1996
El Super Rugby 1996 fue la temporada inaugural  del torneo hoy llamado Super Rugby, que es disputado por equipos de Australia, Nueva Zelanda y Sudáfrica. Significó la continuación profesional del Super 10.

## Historia
La estación corrió de febrero a mayo de 1996, con cada equipo que juega todo el otros una vez. Al final de la estación regular, la parte superior cuatro equipos introdujeron el play off semifinales, con el primer equipo colocado que juega el cuarto y el segundo equipo colocado que juega el tercio. El ganador de cada semi la final cualificada para la final, el cual estuvo disputado entre el Auckland Blues y Natal Tiburones, con el Blues ganador 45–21 para ganar el primer título Super 12.
Esto era la primera estación  de unión de rugbi profesional en el Hemisferio Del sur (el Hemisferio Del norte tuvo su primera estación unos cuantos meses más tempranos debido a las diferencias estacionales). La estación era también el primer de 10 bajo el trato entre SANZAR y Empresa Noticiosa qué dio todo retransmitiendo derechos a Noticiosos Limitados para el Super 12, Tri-Naciones, todo inbound visitas y partidos de prueba y en Australia, Nueva Zelanda y Sudáfrica así como partidos de competición provincial. El trato era en conjunto valor $550,000,000 USD.
Los equipos de Australia y Nueva Zelanda eran equipos regionales, un sistema aquello ha continuado a este día. Sudáfrica utilizó un sistema diferente para determinar su Super 12 equipos. La parte superior cuatro lados de la estación anterior de la competición doméstica del país, la Currie Cup, estuvo concedido plazas para el Super 12. Este sistema continuaría a través de la 1998 competición; sólo en 1999  Sudáfrica adopta el mismo sistema utilizado por el otro dos que participa países.

## Clasificación
- 4 puntos por ganar.
- 2 puntos por empatar.
- 1 punto bonus por perder por siete puntos o menos.
- 1 punto bonus por anotar cuatro o más tries en un partido.

| Pos. | Equipo                | PJ | Gan | Emp | Per | PaF | PeC | Dif  | BP | Pts |
| ---- | --------------------- | -- | --- | --- | --- | --- | --- | ---- | -- | --- |
| 1    | Queensland Reds       | 11 | 9   | 0   | 2   | 320 | 247 | 73   | 5  | 41  |
| 2    | Auckland Blues        | 11 | 8   | 0   | 3   | 408 | 354 | 54   | 9  | 41  |
| 3    | Northern Transvaal    | 11 | 8   | 0   | 3   | 329 | 208 | 121  | 6  | 38  |
| 4    | Natal Sharks          | 11 | 6   | 0   | 5   | 389 | 277 | 112  | 9  | 33  |
| 5    | ACT Brumbies          | 11 | 7   | 0   | 4   | 306 | 273 | 33   | 4  | 32  |
| 6    | Waikato Chiefs        | 11 | 6   | 0   | 5   | 291 | 269 | 22   | 4  | 28  |
| 7    | NSW Waratahs          | 11 | 5   | 0   | 6   | 312 | 290 | 22   | 8  | 28  |
| 8    | Otago Highlanders     | 11 | 5   | 0   | 6   | 329 | 391 | −62  | 6  | 26  |
| 9    | Wellington Hurricanes | 11 | 3   | 0   | 8   | 290 | 353 | −63  | 5  | 17  |
| 10   | Transvaal             | 11 | 3   | 0   | 8   | 228 | 299 | −71  | 4  | 16  |
| 11   | Western Province      | 11 | 3   | 1   | 7   | 251 | 353 | −101 | 1  | 15  |
| 12   | Canterbury Crusaders  | 11 | 2   | 1   | 8   | 234 | 373 | −139 | 2  | 13  |

## Fase final

### Final
| 25 de mayo de 1996 | Blues                                                                                          | 45 – 21 | Natal Sharks                                                 | Eden Park, Auckland,                                                   |                                                                        |
|                    | Tries Blowers , Spencer Riechelmann Clarke Lomu Conversiones Cashmore (3) Penales Cashmore (3) |         | Tries Joubert Small Conversión Honiball Penales (3) Honiball | Asistencia: 46.000 espectadores Árbitro(s): Wayne Erickson (Australia) | Asistencia: 46.000 espectadores Árbitro(s): Wayne Erickson (Australia) |

| Bandera de Nueva Zelanda |
| Campeón Blues            |
| Primer título            |

## Estadísticas
| Pos. | Jugador        | Club             | Puntos |
| ---- | -------------- | ---------------- | ------ |
| 1    | Matt Burke     | NSW Waratahs     | 157    |
| 2    | John Eales     | Queensland Reds  | 155    |
| 3    | Jannie Kruger  | Blue Bulls       | 139    |
| 4    | Henry Honiball | Natal Sharks     | 136    |
| 5    | Joel Stransky  | Western Province | 120    |

| Pos. | Jugador          | Club         | Tries |
| ---- | ---------------- | ------------ | ----- |
| 1    | James Small      | Natal Sharks | 13    |
| 2    | André Joubert    | Natal Sharks | 11    |
| 3    | Joeli Vidiri     | Blues        | 10    |
| 4    | Alistair Murdoch | NSW Waratahs | 8     |
| 5    | Jonah Lomu       | Blues        | 8     |